# Claudio Sillero-Zubiri
Claudio Sillero-Zubiri (...) è uno zoologo britannico nato in Argentina.
È un ricercatore del WildCRU, l'unità di ricerca sulla conservazione della natura, dell'università di Oxford e della Lady Margaret Hall. È membro dell'IUCN/SSC Canid Specialist Group e capo della conservazione della Born Free Foundation. È noto internazionalmente per i suoi lavori sulla conservazione dei carnivori, in particolare del minacciato caberù.
Ha studiato alla Universidad Nacional de La Plata, laureandosi in seguito all'università di Oxford nel 1994 con uno studio sull'ecologia comportamentale del lupo etiope. I suoi interessi accademici sono l'ecologia comportamentale dei carnivori, la biologia della conservazione e quella delle popolazioni, con un particolare riguardo a quelle dei Canidae.
La sua attività, che dura da 15 anni, consiste nella conservazione di specie minacciate, nella gestione di aree protette e nella sorveglianza della natura in tre Paesi africani ed in Argentina. Nel 1998 ha ricevuto il Premio Whitley per la Conservazione Animale dalla Royal Geographical Society per le sue attività in Etiopia.
Interessandosi alle relazioni tra le aree protette e le comunità rurali circostanti, sta ora lavorando sulla tutela della biodiversità, soprattutto in Sudamerica, India ed Etiopia, e sulla risoluzione dei conflitti tra la natura e gli interessi umani.
I suoi lavori con lo IUCN Canid Specialist Group cominciarono nel 1995, assistendo con vari progetti di conservazione l'Ethiopian Wolf Conservation Programme (EWCP). Nel 2000 è divenuto vicepresidente del CSG e nel 2004 ha redatto la seconda edizione dello IUCN Canid Action Plan. Attualmente è presidente del Canid Specialist Group ed editore della rivista Canid News. È attivo inoltre in alcuni altri gruppi specialistici della IUCN.